# Fernanda da Silva
Fernanda Ísis da Silva (São Paulo, 15 luglio 1984) è una pallavolista brasiliana.
Gioca nel ruolo di centrale.

## Carriera
La carriera di Fernanda da Silva, anche nota come Fernanda Ísis, inizia nel 1996, quando entra a far parte del settore giovanile dell'Associação Desportiva Classista BCN, club col quale debutta nella Superliga brasiliana nella stagione 2002-03, militandovi anche nel campionato successivo e vincendo due scudetti, due edizioni del Campionato Paulista ed una Salonpas Cup.
Nei campionati 2004-05 e 2005-06 gioca rispettivamente col Clube Desportivo Macaé Sports e col Brasil, prima di approdare al Rio de Janeiro Vôlei Clube: gioca col club carioca per tre stagioni, vincendo altrettanti titoli statali, tre scudetti, una Coppa del Brasile e due edizioni della Salonpas Cup.
Dopo una stagione di inattività, torna a giocare nell'annata 2010-11 col Clube Desportivo Macaé Sports; al termine del campionato viene convocata nella nazionale universitaria brasiliana, vincendo la medaglia d'oro alla XXVI Universiade. Gioca poi nei campionati 2011-12 e 2012-13 col Minas Tênis Clube.
Nella stagione 2013-14 passa al Grêmio Recreativo Barueri, club che lascia nel febbraio 2014, per poi accasarsi un mese dopo per la prima volta in una formazione estera, concludendo la stagione nella Superiqa azera con l'Azəryol Voleybol Klubu. Nella stagione seguente veste invece la maglia dello Esporte Clube Pinheiros, col quale si aggiudica la Coppa del Brasile.
Nel campionato 2015-16 approda al Bauru.

## Palmarès

### Club
- Campionato brasiliano: 5

2002-03, 2003-04, 2006-07, 2007-08, 2008-09
- Coppa del Brasile: 2

2007, 2015
- Campionato Paulista: 2

2002, 2003
- Campionato Carioca: 3

2006, 2007, 2008
- Salonpas Cup: 3

2002, 2006, 2007

### Nazionale (competizioni minori)
- Universiade 2011